# Ліза Гепінк
Ліза Гепінк (нім. Lisa Höpink, 17 листопада 1998) — німецька плавчиня.
Учасниця Олімпійських Ігор 2020 року.
Призерка літньої Універсіади 2019 року.